# Protiproud (web)
Protiproud je český internetový magazín publikující pravidelně od března 2013 vlastní i převzaté články na téma politiky, zdraví a duše. Ve svém podtitulu se označuje jako kontrarevoluční magazín Petra Hájka. Bývá označovaný též jako dezinformační web.

## Historie
Web byl založen společností Protiproud s.r.o. založenou v roce 2013 Petrem Hájkem, který se zapsal do obecného povědomí jako bývalý tiskový mluvčí prezidenta ČR Václava Klause.
V roce 2015 se stala společníkem firma Our Media a.s., která je také provozovatelem internetového portálu Parlamentní listy. Vlastnictví přenechala Hájkovi o 2 roky později. V lednu 2022 se stala společníkem Hájkova dcera Erika Hájková.
V únoru 2022 byl přístup na web, tehdy provozovaný na doméně .cz, zablokován sdružením CZ.NIC po konzultacích s bezpečnostními složkami státu a na základě doporučení vlády. V tiskové zprávě sdružení oznámilo, že stránky v souvislosti s děním na Ukrajině ohrožovaly českou národní bezpečnost. Nicméně majitel web přesunul k jinému poskytovateli a v ten samý den jej zprovoznil pod .info doménou.
V květnu 2022 vydal server Aktuálně.cz investigativní článek o finančním pozadí a vazbách majitele na další podnikatelské subjekty, které získaly milionové investice od mladé Bělorusky Aliny Genrichovny Vaněčkové, ačkoliv jsou ztrátové a finance využívaly na půjčky.

## Obsah
Články Protiproudu jsou vydávány v češtině. Během let 2018 až 2022 se objevily slovenská a ruská mutace, ale od února 2022 jsou články opět vydávány pouze v češtině. 
Obsah stránek se podle určitých komentátorů[kdo?] věnuje konspiracím a šíří ruskou propagandu. Tematicky je velice blízko obsahu řetězových e-mailů a snaží se vyvolávat pocit ohrožení například spiknutím židozednářů,[zdroj⁠?!] snahou o genocidu formou očkování proti covidu-19 či chemtrail. V roce 2022, s počátkem ruské invaze na Ukrajinu, výrazně ovládly obsah proruské články.